# Daemons Cernusco 2019
Questa voce raccoglie le informazioni riguardanti i Daemons Cernusco nelle competizioni ufficiali della stagione 2019.

## Roster
| Roster dei Daemons Cernusco (2019) |
| --- |
| Quarterback - 17 Jordy Baidal Macias - 18 Edoardo Minuti Running Back - 1 Andrea Ballabio - 49 Dimitris Tagkalis - 4 Niccolò Pulsinelli Wide Receiver - 88 Filippo Carminati - 2 Michele Distefano - 15 Leonardo Petreni - 10 Nicolò Siano - 28 Mattia Mondin - 16 Andrea Montana Offensive Linemen - 65 Claudiu Baias - 71 El Hadji Mattia Thiam - 52 Mattia Vatieri - 77 Matteo Pasini - 55 David Procopio - 50 Davide Locatelli - 50 Mario Sanchez Defensive Linemen - 47 Ezio Marino - 58 Luca Trombin - 56 Fabio Coletto - 51 Andrea Formigari - 57 Fabio Nicolosi Linebacker - 23 Simone Contini - 54 Ezio Marone - 31 Jordan Luna - 61 Marco Palumbo - 42 Davide Villa - 43 Alessandro Quadrio - 45 Lorenzo d'Ovidio Defensive Back - 22 Edoardo Moretti - 20 Stefano Benedetti - 6 Mauro d'Alessandro - 19 Pierangelo Galbiati - 24 Marco Garbelli - 7 Fabio Sangalli - 25 Luca Zheng - 2 Ivan Banfi Special Team |

## Seconda Divisione FIDAF 2019

### Stagione regolare
| Rivarolo Canavese 2 marzo 2019, ore 21:00 | Mastiffs Canavese | 0 – 42 (0-0 0-28 0-0 0-14) referto | Daemons Cernusco | C.S. Grande Torino (100 spett.)\| Arbitro: \| A. Gentile \| |
| Arbitro:                                  | A. Gentile        |                                    |                  |                                                             |

| Cernusco sul Naviglio 9 marzo 2019, ore 21:00 | Daemons Cernusco | 24 – 9 (9-0 0-3 8-0 7-6) referto | Blue Storms Busto Arsizio | C.S. Gaetano Scirea (100 spett.)\| Arbitro: \| Camossa \| |
| Arbitro:                                      | Camossa          |                                  |                           |                                                           |

| Pero 24 marzo 2019, ore 15:00 | Rhinos Milano | 30 – 7 (7-0 9-7 7-0 7-0) referto | Daemons Cernusco | Stadio Comunale Gianni Brera (100 spett.)\| Arbitro: \| Camossa \| |
| Arbitro:                      | Camossa       |                                  |                  |                                                                    |

| Cernusco sul Naviglio 6 aprile 2019, ore 21:00 | Daemons Cernusco | 20 – 14 (d.t.s.) (7-0 0-14 7-0 0-0 6-0) referto | Skorpions Varese | C.S. Gaetano Scirea (100 spett.)\| Arbitro: \| Rizzello \| |
| Arbitro:                                       | Rizzello         |                                                 |                  |                                                            |

| Desio 27 aprile 2019, ore 21:10 | Hammers Monza Brianza | 21 – 28 (d.t.s.) (14-7 7-0 0-0 0-14 0-7) referto | Daemons Cernusco | C.S. Comunale (200 spett.)\| Arbitro: \| Sala \| |
| Arbitro:                        | Sala                  |                                                  |                  |                                                  |

| Cernusco sul Naviglio 4 maggio 2019, ore 21:00 | Daemons Cernusco | 35 – 14 (21-0 0-0 7-0 7-14) referto | Bengals Brescia | C.S. Gaetano Scirea (80 spett.)\| Arbitro: \| G. Rizzello \| |
| Arbitro:                                       | G. Rizzello      |                                     |                 |                                                              |

| Palermo 18 maggio 2019, ore 14:30 | Sharks Palermo | 20 – 31 (0-0 14-14 0-10 6-7) referto | Daemons Cernusco | C.S. Tommaso Natale\| Arbitro: \| Cuppari \| |
| Arbitro:                          | Cuppari        |                                      |                  |                                              |

| Cernusco sul Naviglio 25 maggio 2019, ore 21:00 | Daemons Cernusco | 32 – 0 (7-0 11-0 7-0 7-0) referto | Gorillas Varese | C.S. Gaetano Scirea (50 spett.)\| Arbitro: \| Gentile \| |
| Arbitro:                                        | Gentile          |                                   |                 |                                                          |

### Playoff
| Cernusco sul Naviglio 15 giugno 2019, ore 21:00 | Daemons Cernusco | 36 – 0 (0-0 12-0 17-0 7-0) referto | Skorpions Varese | C.S. Gaetano Scirea (400 spett.)\| Arbitro: \| Maghini \| |
| Arbitro:                                        | Maghini          |                                    |                  |                                                           |

| Cernusco sul Naviglio 23 giugno 2019, ore 15:00 | Daemons Cernusco | 21 – 29 (7-0 0-10 7-0 7-19) referto | Pretoriani Roma | C.S. Gaetano Scirea (200 spett.)\| Arbitro: \| Zampedri \| |
| Arbitro:                                        | Zampedri         |                                     |                 |                                                            |

## Statistiche di squadra
| Competizione | %Vittorie | In casa | In casa | In casa | In casa | In casa | In casa | In trasferta | In trasferta | In trasferta | In trasferta | In trasferta | In trasferta | Totale | Totale | Totale | Totale | Totale | Totale |
| Competizione | %Vittorie | G       | V       | N       | P       | Pf      | Ps      | G            | V            | N            | P            | Pf           | Ps           | G      | V      | N      | P      | Pf     | Ps     |
| ------------ | --------- | ------- | ------- | ------- | ------- | ------- | ------- | ------------ | ------------ | ------------ | ------------ | ------------ | ------------ | ------ | ------ | ------ | ------ | ------ | ------ |
| Campionato   | .875      | 4       | 4       | 0       | 0       | 111     | 37      | 4            | 3            | 0            | 1            | 108          | 71           | 8      | 7      | 0      | 1      | 219    | 108    |
| Playoff      | .500      | 2       | 1       | 0       | 1       | 57      | 29      | 0            | 0            | 0            | 0            | 0            | 0            | 2      | 1      | 0      | 1      | 57     | 29     |
| Totale       | .800      | 6       | 5       | 0       | 1       | 168     | 66      | 4            | 3            | 0            | 1            | 108          | 71           | 10     | 8      | 0      | 2      | 276    | 137    |

## Statistiche personali

### Marcatori
| Giocatore     | Ruolo | TD rush | TD recv | TD int | TD p.ret | TD k.ret | TD oth | Xp1  | Xp2 | FG  | Saf | Totale |
| ------------- | ----- | ------- | ------- | ------ | -------- | -------- | ------ | ---- | --- | --- | --- | ------ |
| A. Montana    |       | 1+0     | 7+1     | 0+0    | 0+0      | 0+0      | 0+0    | 0+0  | 1+0 | 0+0 | 0+0 | 56     |
| A. Belluschi  |       | 7+1     | 0+0     | 0+0    | 0+0      | 0+0      | 0+0    | 0+0  | 0+0 | 0+0 | 0+0 | 48     |
| L. Greselin   |       | 0+0     | 0+2     | 0+0    | 0+0      | 0+0      | 0+0    | 12+6 | 0+0 | 2+1 | 0+0 | 39     |
| N. Pulsinelli |       | 2+2     | 2+0     | 0+0    | 0+0      | 0+0      | 0+0    | 0+0  | 1+0 | 0+0 | 0+0 | 38     |
| D. Tagkalis   |       | 1+1     | 1+0     | 0+0    | 0+0      | 0+0      | 0+0    | 0+0  | 1+0 | 0+0 | 0+0 | 20     |
| M. Distefano  |       | 0       | 3       | 0      | 0        | 0        | 0      | 0    | 0   | 0   | 0   | 18     |
| I. Banfi      |       | 0       | 1       | 0      | 0        | 0        | 1      | 0    | 1   | 0   | 0   | 14     |
| A. Ballabio   |       | 2       | 0       | 0      | 0        | 0        | 0      | 0    | 0   | 0   | 0   | 12     |
| E. Marone     |       | 0       | 0       | 0      | 0        | 0        | 0      | 11   | 0   | 0   | 0   | 11     |
| L. Minuti     |       | 0       | 1       | 0      | 0        | 0        | 0      | 0    | 0   | 0   | 0   | 6      |
| M. Mondin     |       | 0       | 1       | 0      | 0        | 0        | 0      | 0    | 0   | 0   | 0   | 6      |
| D. Locatelli  |       | 0       | 0       | 0      | 0        | 0        | 0      | 0    | 0   | 0   | 1   | 2      |

### Passer rating
| Giocatore        | G   | Att    | Comp   | Int | Yds      | TD   | NFL    | NCAA   |
| ---------------- | --- | ------ | ------ | --- | -------- | ---- | ------ | ------ |
| E. Minuti        | 5   | 32     | 20     | 4   | 230      | 3    | 75,78  | 128,81 |
| J. Baidal Macias | 7+2 | 211+45 | 102+26 | 6+4 | 1243+438 | 11+3 | 73,06  | 115,39 |
| N. Pulsinelli    | 2   | 2      | 1      | 1   | 24       | 1    | 93,75  | 215,80 |
| E. Marone        | 1   | 1      | 1      | 0   | 3        | 1    | 118,75 | 455,20 |
| Team             | 1   | 0      | 0      | 0   | -9       | 0    |        |        |